# Beniamino Gigli
Beniamino Gigli, född 20 mars 1890 i Recanati, död 30 november 1957 i Rom, var en italiensk operasångare (lyrisk dramatisk tenor).

## Biografi
Gigli började sjunga som sjuåring. Han erhöll stipendium till sångstudier i Rom. Som 24-åring vann han en tävling i Parma mellan 105 sångare från en rad länder. En av domarna gav honom inte den vanliga betygssiffran utan skrev bara: "Nu har vi äntligen funnit tenoren!" Gigli gjorde sedan debut i Rovigo i närheten av Venedig, i Enzos roll i operan La Gioconda av Ponchielli samma år.
År 1915 vann han i Bologna en stor seger som Faust i Boitos opera Mefistofeles och blev känd över hela Italien. Han fick inbjudningar att sjunga vid de största operorna och gav en mängd gästspel.
Han sjöng i bland annat Italien, Spanien och Sydamerika samt hade engagemang åren 1920–1932 på Metropolitan i New York. Han gav även konserter i bland annat England och Sverige. Gigli besökte flera gånger Stockholm, där tilldelades han medaljen Litteris et Artibus 1952. Han tog farväl till scenen 1955.
Gigli ansågs som Enrico Carusos naturliga efterträdare och sin tids förnämste tenor jämte Jussi Björling. Han ägde en sällsynt fyllig och charmfullt lyrisk stämma, som gjorde honom till en fulländad företrädare för italiensk belcanto. Hans repertoar bestod till stor del av italienska och franska operapartier. Han utgav en självbiografi, Mitt liv som sångare. Han är välrepresenterad på skiva, och gjorde sina första inspelningar 1918. Gigli medverkade även i ett stort antal filmer.

## Filmografi (urval)
- 1935 – Forget Me Not
- 1936 – Ave Maria
- 1938 – Divine Armonie
- 1938 – Sången från fängelset
- 1941 – Mamma
- 1943 – Pagliacci
- 1949 – Taxi di Notte